# ماجره (راژانگ)
ماجره (به صربی: Mađere) یک منطقهٔ مسکونی در صربستان است که در ناحیه نیشاوا واقع شده‌است. ماجره ۵۲۵ نفر جمعیت دارد.